# Albergue de Italia
El Albergue de Italia (en maltés: Berġa tal-Italja, en italiano: Albergo d'Italia) es un albergue en la ciudad de La Valeta (Malta). Fue construido en varias etapas a finales del siglo XVI para albergar a los caballeros de la Orden de San Juan de la lengua de Italia, y originalmente tenía un diseño manierista de Girolamo Cassar y otros arquitectos. El edificio se fue modificando a lo largo del siglo XVII, realizándose la última gran reforma en la década de 1680 durante la magistratura de Gregorio Carafa, lo que le dio un carácter barroco.
Después de que la Orden fue expulsada de Malta en 1798, el albergue se utilizó para varios propósitos, albergando un cuartel general militar, un comedor de oficiales, un museo, una escuela de artes, un palacio de justicia, la Oficina General de Correos y varios departamentos gubernamentales. Hasta hace poco, albergaba la Autoridad de Turismo de Malta y se están realizando obras de restauración. Ahora se convierte para albergar la colección nacional (anteriormente en el Museo Nacional de Bellas Artes). En 2018 se convirtió en el nuevo Museo Nacional de Arte Comunitario, MUŻA (del acrónimo maltés Muż ew Nazzjonali tal- A rti).

## Historia

### Regla hospitalaria
El Albergue de Italia fue el tercer albergue italiano que se construyó en Malta. El primer albergue se construyó en Birgu en la década de 1550, en el sitio de un edificio anterior que había sido utilizado por la Langue de Italia. Tras el traslado de la ciudad capital de Birgu a La Valeta, se construyó un segundo albergue en el centro de la nueva ciudad entre 1570 y 1571. Este edificio finalmente se incorporó al Palacio del Gran Maestro, y el albergue actual comenzó a construirse en Strada San Giacomo (ahora la calle Merchants). Los diseños originales de ambos albergues de La Valeta fueron realizados por el arquitecto maltés Girolamo Cassar.
No hay documentación que registre la construcción del tercer Albergue de Italia, pero las obras comenzaron en 1574 y el edificio se inauguró en septiembre de 1579. Cuando se completó el primer piso, se suspendió la construcción del resto del edificio, pero pronto quedó claro que el edificio era demasiado pequeño. El 25 de agosto de 1582 se tomó la decisión de construir un segundo piso. El maestro albañil Gio Andrea Farrugia fue el responsable de la construcción, pero murió antes de que se completara el proyecto. La construcción continuó durante la década de 1580 y se completó alrededor de 1595. Además de Cassar y Farrugia, varios otros arquitectos y maestros albañiles fueron responsables de la construcción del albergue, incluido el ingeniero Francesco Antrini.
La Langue de Italia también construyó la Iglesia de Santa Catalina adyacente al albergue. La construcción de la iglesia comenzó en 1576 y fue ampliada y modificada en 1683 y 1710.

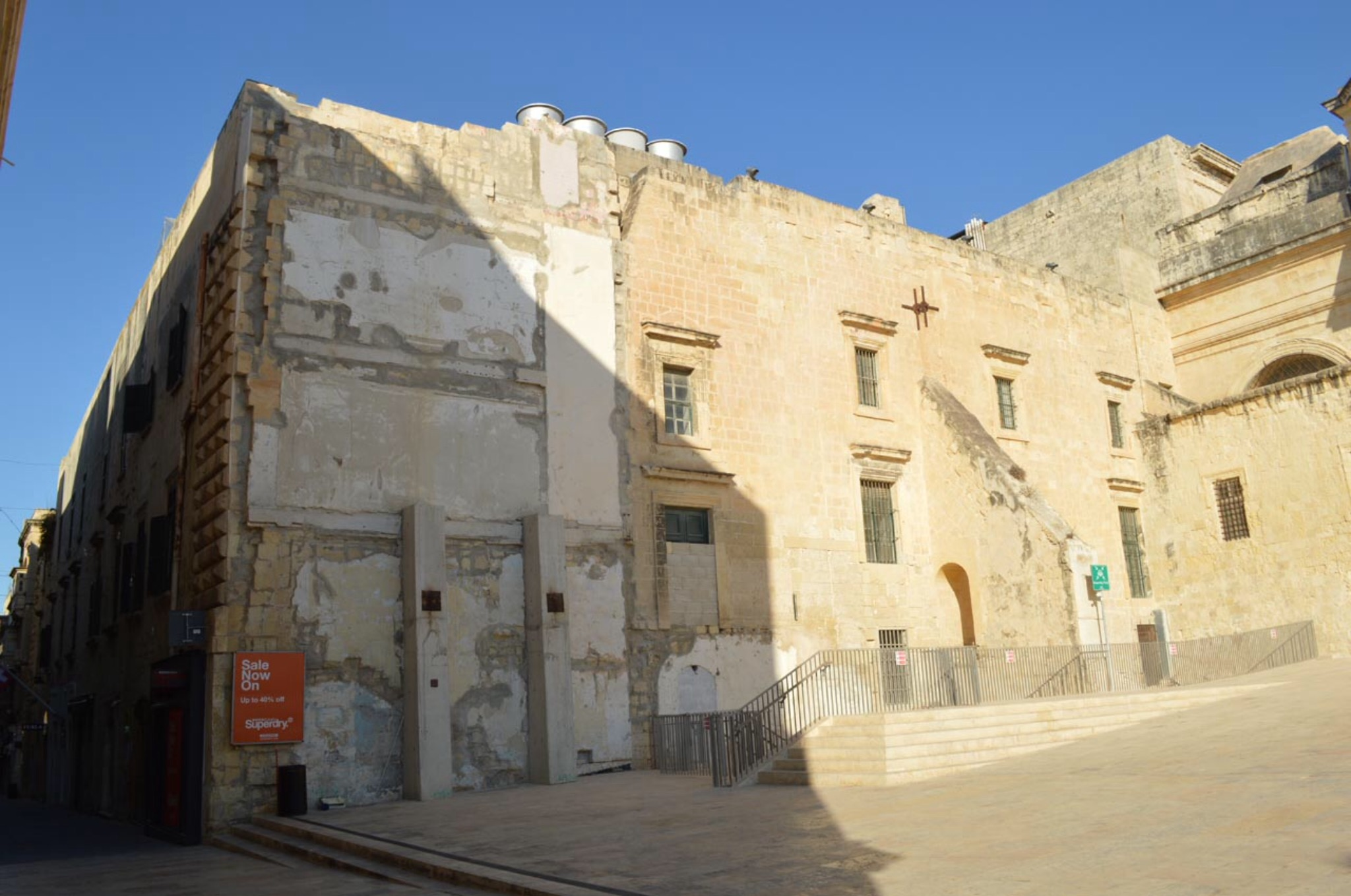
Fachada lateral del Albergue de Italia en la plaza Jean de Valette, que podría haber albergado la entrada principal antes de 1629

Algunas reparaciones fueron hechas en 1604 por Alessandro Stafrace, después de que aparecieran grietas en parte del Salón Principal. El albergue tenía una entrada que daba a una plaza en South Street, pero fue bloqueada en 1629 cuando se construyó la plaza (la plaza se recreó en 2012 como la Plaza Jean de Valette). El historiador Giovanni Bonello sugiere que esta era la entrada principal del albergue, aunque podría haber sido solo una entrada lateral. En 1649-1650, se construyó un entrepiso debajo de la Sala del Almirante, y una gran sala en la parte trasera del edificio se convirtió en cuatro tiendas en 1654. Los archivos fueron construidos en 1678.
Una importante renovación del albergue en estilo barroco comenzó en 1680. La fachada fue remodelada por Méderico Blondel y se construyó un tercer piso a cargo del gran maestre Gregorio Carafa. Sobre la entrada principal se agregó una pieza central ornamentada con un trofeo de armas que contenía un busto de Carafa. El trofeo fue esculpido por Raymond de La Fage en mármol extraído de las ruinas del Templo de Proserpina, un antiguo templo romano en Mtarfa que había sido descubierto en 1613.

### Ocupación francesa y dominio británico

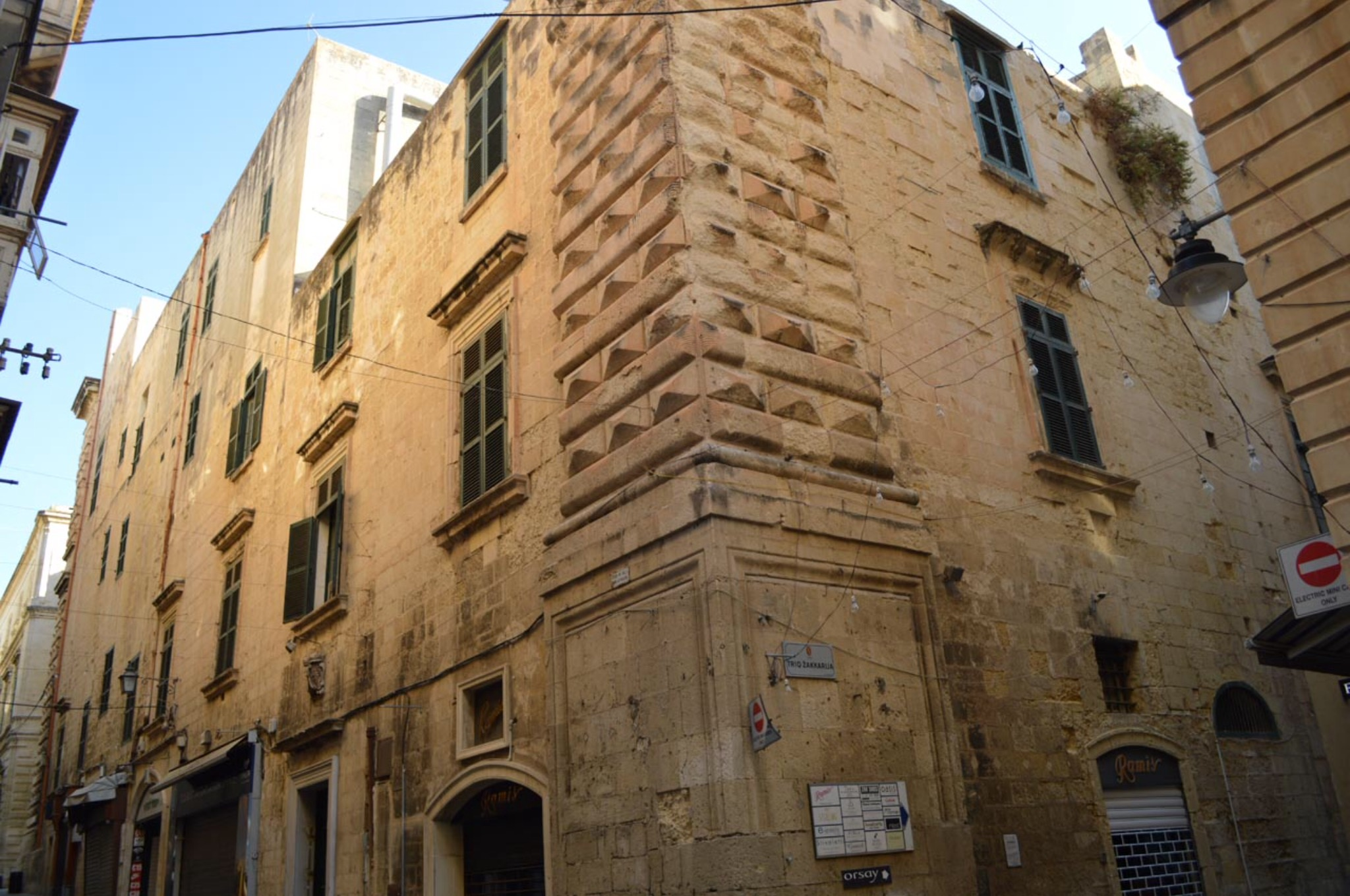
Vista trasera del Albergue de Italia desde la esquina de las calles Melita y Zachary

La Orden de San Juan fue expulsada de Malta con la invasión y ocupación francesa en 1798. Ubicado frente a la residencia de Napoleón en el Palazzo Parisio, el albergue se convirtió en el mando militar francés. Después de que Malta cayó bajo el dominio británico en 1800, fue utilizada tanto por las administraciones militares como por las civiles. En 1888 la planta baja se utilizó para almacenar el archivo notarial y la planta superior fue ocupada por el Departamento de Trabajo. Se convirtió en Arsenal Civil. Se rechazaron los planes para establecer una capilla protestante. En este punto, la planta baja también sirvió como la Oficina de Imprenta del Gobierno, mientras que la planta superior también fue utilizada por los Ingenieros Reales. Más tarde sirvió como Cuartel General del Cuerpo y un comedor de oficiales hasta la década de 1920. A principios del siglo XIX, el químico John Davy, que estaba en Malta con el Estado Mayor Médico del Ejército, estableció un dispensario público en el albergue para el tratamiento de los pobres y se hizo conocido como el Albergo dei poveri (albergue de los pobres). El sucesor de este servicio, el Policlínico Gubernamental, todavía se conoce como il-Berġa (el albergue).
En 1922, el Museo Nacional fue trasladado del Palazzo Xara al Albergue de Italia. El museo fue dirigido por Themistocles Zammit y se dividió en secciones de arqueología, historia, artes, historia natural y mineralógica. El museo cerró durante la Segunda Guerra Mundial y el edificio recibió dos impactos directos el 7 de abril de 1942. Parte de la fachada fue destruida por bombardeos aéreos y la colección de historia natural sufrió graves daños al estar ubicada en la parte del edificio afectada. Los documentos del Archivo Notarial se almacenaron en el sótano del albergue durante la guerra, y algunos resultaron dañados mientras estaban allí. Una vez finalizada la guerra, se reconstruyeron las partes dañadas del albergue, se reabrió el museo y parte del edificio albergaba una escuela de arte.
El Departamento de Museos tuvo que desalojar el Albergue de Italia en 1954, cuando el edificio se convirtió en un palacio de justicia temporal después de que los Tribunales de Justicia tuvieran que desalojar el Albergue de Auvernia dañado por la guerra debido a su estado ruinoso. El Tribunal Penal estaba destinado en el Albergue.

### Malta independiente

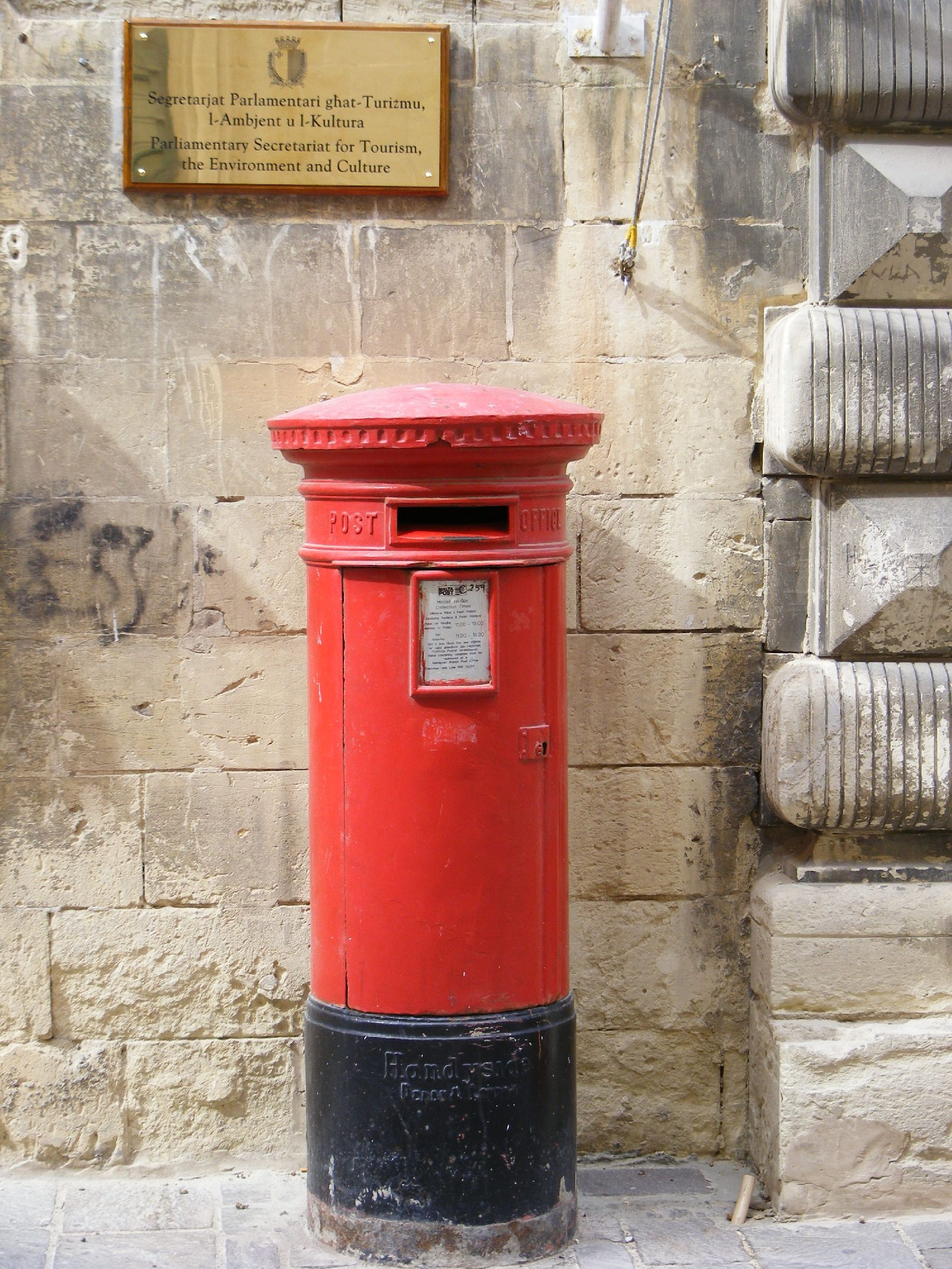
Buzón cerca de la entrada principal del albergue

En enero de 1971, los Tribunales Superiores de Justicia y la Escuela de Artes desalojaron el edificio después de mudarse a un nuevo palacio de justicia que se había construido en el sitio de Albergue de Auvernia. El edificio se iba a convertir en sala de exámenes, pero en agosto de ese año se asignó al Departamento de Correos y Teléfonos. Después de extensas renovaciones, el albergue se inauguró como la Oficina General de Correos el 4 de julio de 1973, reemplazando al Palazzo Parisio. El albergue siguió siendo el GPO hasta que Posta Limited abrió un nuevo complejo en Marsa en octubre de 1997. El albergue también fue utilizado por el Departamento de Agua y Electricidad, el Departamento de Agricultura y la Oficina Central de Estadísticas.
En 1997, se tomó la decisión de convertir el albergue en las oficinas del Ministerio de Turismo y la Autoridad de Turismo de Malta. El edificio fue redecorado y restaurado y el Ministerio se trasladó al edificio el 18 de marzo de 2002. La Autoridad de Turismo de Malta se instaló el 1 de marzo del mismo año. Desde entonces, el Ministerio de Turismo se mudó a un nuevo local en 233, Republic Street, Valletta.

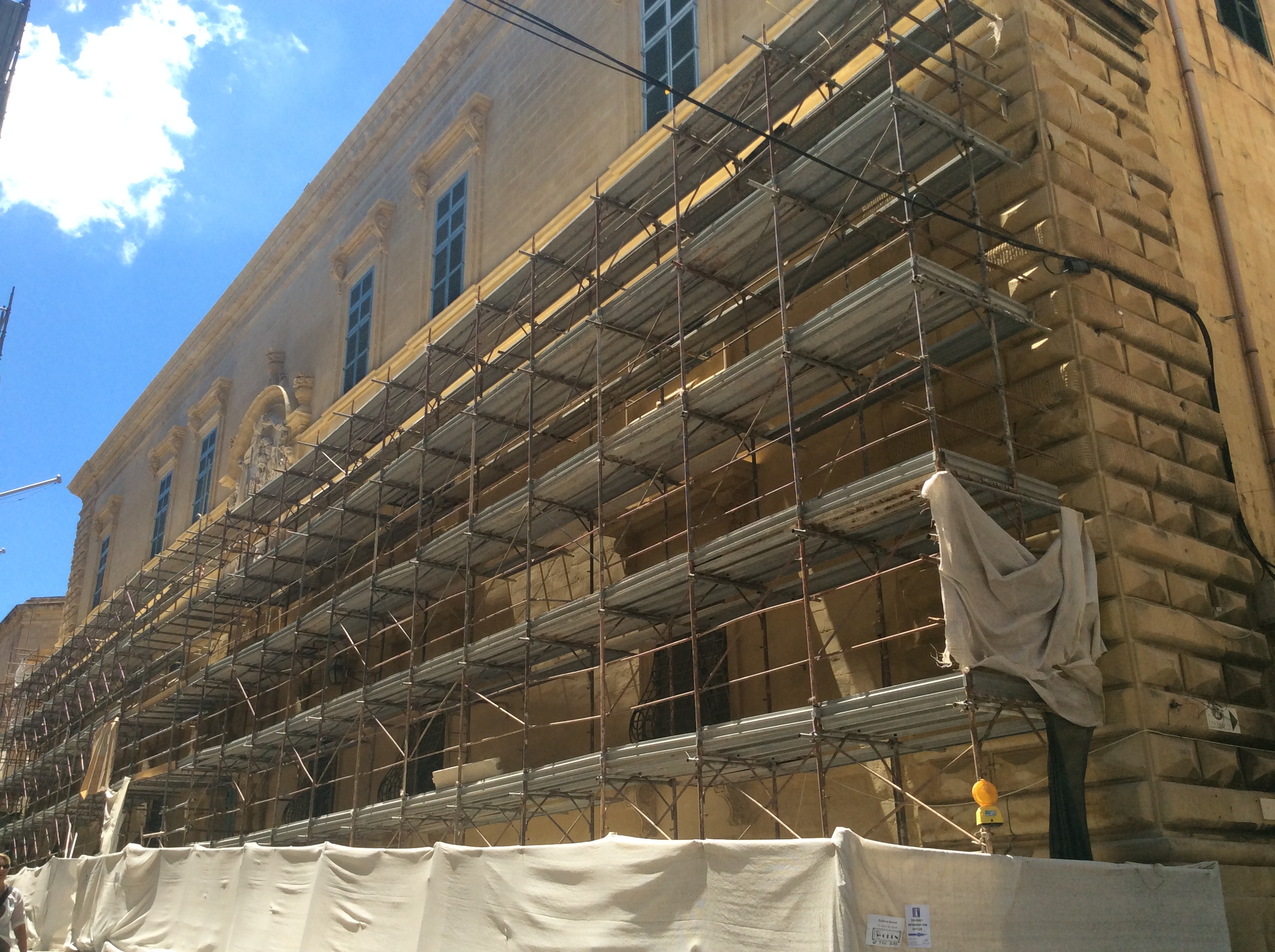
Restauración del Albergue de Italia en julio de 2016

Los planes para trasladar el Museo Nacional de Bellas Artes de Admiralty House a Albergue de Italia comenzaron en 2013. En septiembre de 2014, se anunció que se produciría la mudanza y el nuevo museo se llamaría MUŻA (del acrónimo maltés Mużew Nazzjonali tal-Arti). Es uno de los proyectos para el título de La Valeta de Capital Europea de la Cultura en 2018. La Autoridad de Turismo de Malta tenía previsto mudarse del albergue a las instalaciones de Smart City durante noviembre de 2016 pero la mudanza se retrasó hasta febrero de 2017 La fachada del albergue fue restaurada entre finales de 2015 y julio de 2016. Varias características artísticas de la pieza central se revelaron durante este tiempo, y también se restauró el busto de Carafa. También se está restaurando el interior del edificio. Otro plan considerado pero refutado fue reabrir la probable entrada original, que habría tenido una escalera frontal adicional en la Piazza De Valette.
El edificio fue incluido en la Lista de Sitios de Históricos de 1925 junto con los otros albergues de La Valeta. Ahora está programado como monumento nacional de grado 1 por la Autoridad de Planificación y Medio Ambiente de Malta, y también está incluido en el Inventario Nacional de los Bienes Culturales de las Islas Maltesas.

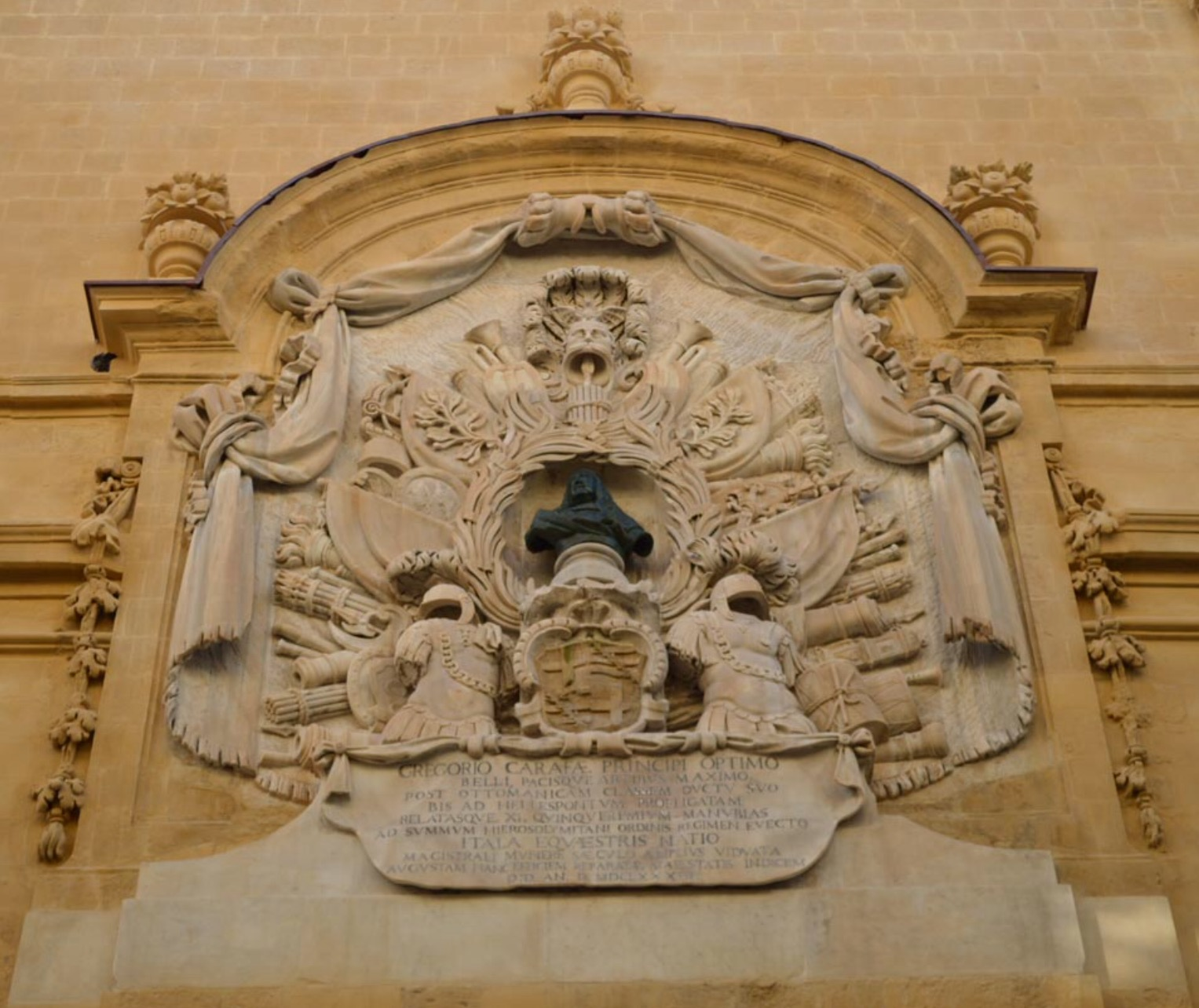
La pieza central de la fachada, tras la restauración de 2016

El Albergue de Italia se construyó originalmente en estilo manierista, pero el edificio adquirió un carácter principalmente barroco debido a la renovación de 1680. El edificio tiene un plan rectangular con sus habitaciones están construidas alrededor de un patio central, un diseño típico de los palacios renacentistas italianos y otros albergues de Cassar en La Valeta como el Albergue de Aragón. El patio contiene un arco de triunfo que se cree que fue diseñado por Romano Carapecchia.
Tiene una fachada simétrica con una ornamentada pieza central barroca sobre la entrada principal, que contiene un busto de bronce de Carafa y su escudo de armas, junto con un trofeo de mármol de armas y una inscripción en latín que dice:

GREGORIO CARAFÆ PRINCIPI OPTIMO

BELLI, PACISQVE ARTIBVS MAXIMO.

POST OTTOMANICAM CLASSEM DVCTV SVO

BIS AD HELLESPONTVM PROFLIGATAM

RELATASQVE. XI. QVINQVEREMIVM MANVBIAS

AD SVMMVM HIEROSOLYMITANI ORDINIS REGIMEN EVECTO

ITALA EQVÆSTRIS NATIO

MAGISTRALI MVNERE SÆCVLO AMPLIVS VIDVATA

AVGVSTAM HANC EFFIGIEM REPARATÆ MAIESTATIS INDICEM

D. D. AN. D. MDCLXXXIII.

Se cree que la pieza central fue construida por el arquitecto Mederico Blondel basándose en un diseño de Mattia Preti. La entrada principal y las esquinas del edificio son de estilo rústico. Cada uno de los 3 pisos contiene un conjunto de 6 ventanas, y una cornisa corre a lo largo de la fachada entre el primer y el segundo pisos.
El Albergue de Italia está vinculado al Albergue de Castilla otro lado de la calle a través de un refugio antiaéreo subterráneo de la Segunda Guerra Mundial.

## Monedas conmemorativas
Albergue de Italia se representó en dos monedas conmemorativas acuñadas en 2010 por el Banco Central de Malta. Las monedas muestran la pieza central de la fachada del edificio en el reverso y el escudo de armas de Malta en el anverso.